# Beledweyne
Beledweyne (en italien: Belet Uen; en arabe: بلد وين) est une commune qui se situe au centre de la Somalie, en Afrique de l'Est.